# روبرت براكمان
روبرت براكمان (بالإنجليزية: Robert Brackman)‏ هو رسام أمريكي، ولد في 25 سبتمبر 1898 في Kherson Governorate ‏ في جمهورية أوكرانيا الاشتراكية السوفيتية، وتوفي في 16 يوليو 1980 في نيو لندن في الولايات المتحدة.